# Papilio gallienus
Espèce
Papilio gallienus ou Grande écharpe est une espèce de lépidoptères (papillons) de la famille des Papilionidae. Cette espèce est présente en Afrique subsaharienne, au Nigéria, au Cameroun, au Gabon, en République centrafricaine et en République démocratique du Congo (centre et nord-est). L'espèce vit uniquement dans les forêts équatoriales humides en bon état.

## Description
Le dimorphisme sexuel est faible. À l'avers les ailes sont marron foncé. Les ailes antérieures portent une série de macules allongées de couleur crème et quelques petites macules marginales de même couleur.  Les ailes antérieures sont un peu allongées, sans queues. Elles portent une bande crème et des macules marginales arrondies. Au revers les ailes sont plus claires. Les motifs sont similaires, mais les ailes postérieures sont orangées à la base, les veines sont noires et il y a des traits noirs dans les espaces intraveineux. Le corps est noir avec des macules blanches.
L'espèce ressemble beaucoup à Papilio cyproeofila mais s'en distingue par des motifs crème plutôt que blancs, la bande des ailes postérieures est également plus étroite chez P. gallienus.

## Écologie
L'écologie de cette espèce est mal connue. La plante-hôte n'a pas été identifiée. Les chenilles passent probablement par cinq stades avant de se changer en chrysalide et la chrysalide est probablement attachée à son support par son crémaster et par une ceinture de soie, comme chez les autres membres du genre Papilio.
Papilio gallienus vole assez rapidement. Les adultes commencent à voler tôt le matin et évitent la compagnie des autres Papilionides.

## Habitat et répartition
Papilio gallienus est présent dans l'écozone afrotropicale, au Nigéria, au Cameroun, au Gabon, en République centrafricaine et en République démocratique du Congo (centre et nord-est). L'espèce vit uniquement dans les forêts équatoriales humides en bon état.

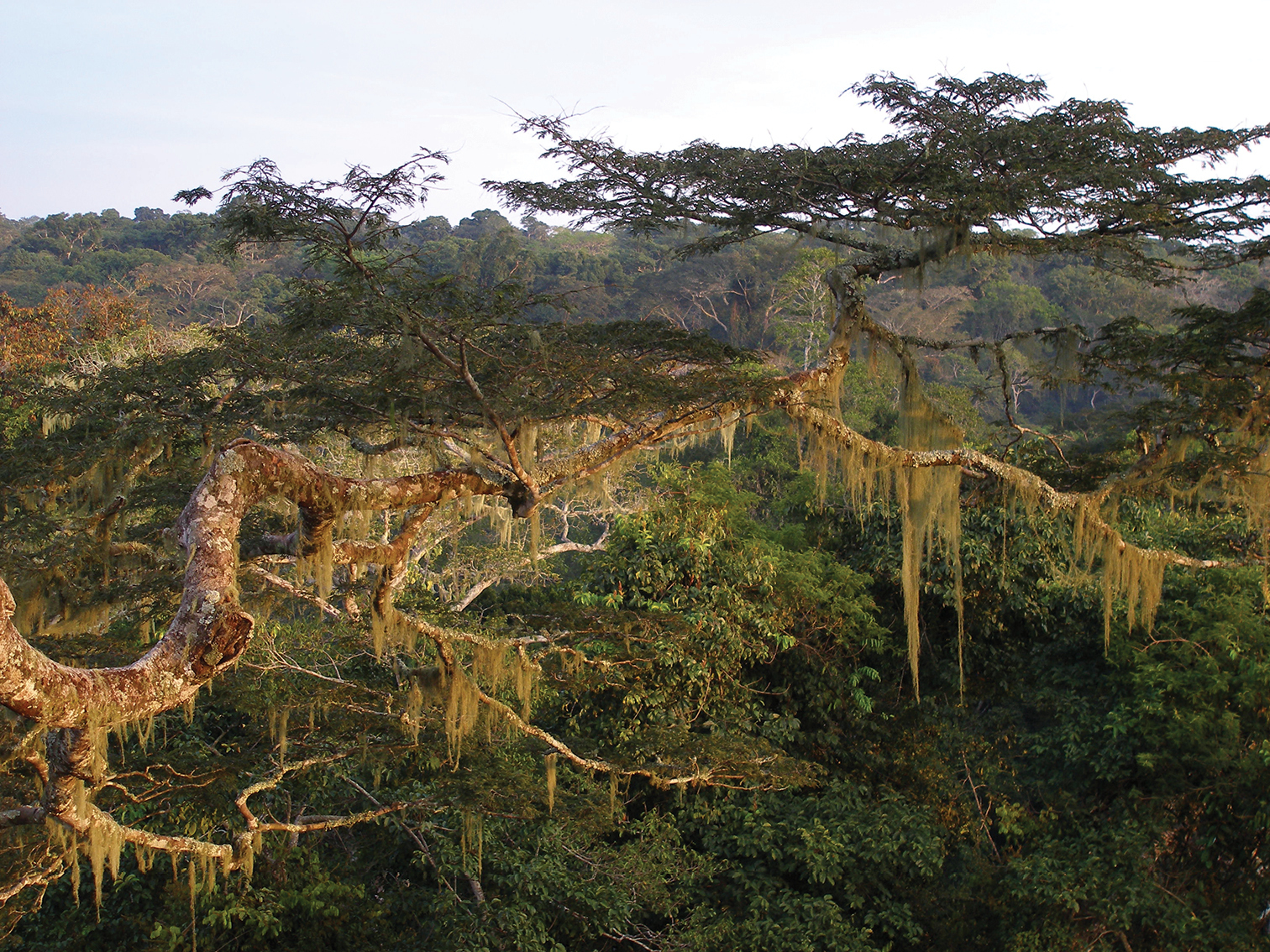
Forêt de Dzanga-Noki (République centrafricaine)
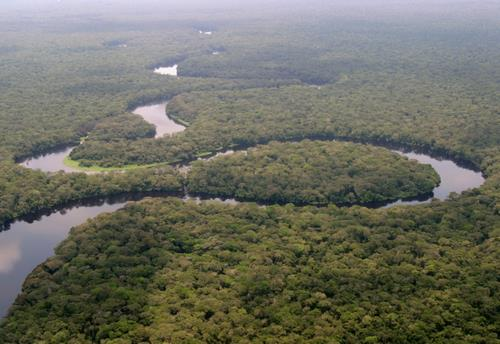
Parc national de la Salonga (République démocratique du Congo)

## Systématique
L'espèce Papilio gallienus a été décrite pour la première fois en 1879 par l'entomologiste William Lucas Distant dans Proceedings of the general meetings for scientific business of the Zoological Society of London, sous le nom Papilio cyproeofila var. gallienus. Elle fait partie du groupe de Papilio zenobia, composé d'une dizaine de Papilio africains.

## Papilio gallienuset l'Homme

### Nom vernaculaire
Papilio gallienus est appelé en anglais "Big Sash" ou encore "Narrow-banded swallowtail".

### Menaces et conservations
Cette espèce n'est pas évaluée par l'UICN. En 1917 elle était déjà considérée comme rare et localisée.